# (11876) Doncarpenter
(11876) Doncarpenter (1990 EM1) – planetoida z grupy pasa głównego asteroid okrążająca Słońce w ciągu 3,79 lat w średniej odległości 2,43 j.a. Odkryta 2 marca 1990 roku.